# Wybory w 2005
Lista i rezultaty wyborów, które się odbyły na świecie w 2005 roku.
| Państwo         | Data           | Zwycięzca                                | Zmiana/reelekcja | Link i inne informacje |
| --------------- | -------------- | ---------------------------------------- | ---------------- | --- |
| Chorwacja       | 2 stycznia     | Stjepan Mesić                            | Reelekcja        | Wybory prezydenckie w Chorwacji w 2005 roku Czwarte wybory prezydenckie w Chorwacji, w których ponownie wygrał urzędujący prezydent.                                                                          |
| Palestyna       | 9 stycznia     | Mahmud Abbas                             | Zmiana           | Wybory prezydenckie w Autonomii Palestyńskiej w 2005 roku Wybory spowodowane śmiercią przywódcy Jasira Arafata w listopadzie 2004 roku                                                                        |
| Irak            | 30 stycznia    | Zjednoczony Sojusz Iracki                | Zmiana           | Wybory parlamentarne w Iraku w styczniu 2005 roku Pierwsze wybory po obaleniu reżimu Saddama Husajna |
| Dania           | 8 lutego       | Anders Fogh Rasmussen                    | Reelekcja        | Wybory parlamentarne w Danii w 2005 roku Ponowne zwycięstwo liberałów z partii Venstre i socjaldemokratów |
| Portugalia      | 20 lutego      | José Sócrates                            | Zmiana           | Wybory parlamentarne w Portugalii w 2005 roku Przedterminowe wybory spowodowane pogarszającą się sytuacją gospodarczą. Wygrana socjalistów                                                                    |
| Kirgistan       | 27 lutego      | –                                        | Zmiana           | Wybory parlamentarne w Kirgistanie w 2005 roku Wybory uznane przez OBWE za niedemokratyczne, spowodowały wybuch tulipanowej rewolucji i obalenia prezydenta Akajewa                                           |
| Tadżykistan     | 27 lutego      | Ludowo-Demokratyczna Partia Tadżykistanu | Reelekcja        | Wybory parlamentarne w Tadżykistanie w 2005 roku Wybory zostały skrytykowane przez OBWE jako niedemokratyczne, jednak centralna komisja wyborcza Tadżykistanu uznała je za ważne. Zwycięstwo rządzącej partii |
| Mołdawia        | 6 marca        | Vasile Tarlev                            | Reelekcja        | Wybory parlamentarne w Mołdawii w 2005 roku Kolejne wybory parlamentarne, w których dość wyraźne zwycięstwo odnieśli rządzący od lat komuniści.                                                               |
| Zimbabwe        | 31 marca       | Afrykańska Unia Narodowa-Front Narodowy  | Reelekcja        | Wybory parlamentarne w Zimbabwe w 2005 roku Partia prezydenta Mugabe wygrała wybory i kontynuuje rządzenie krajem.                                                                                            |
| Watykan         | 18/19 kwietnia | Papież Benedykt XVI                      | Nowy papież      | Konklawe w 2005 roku Po śmierci papieża Jana Pawła II, Kolegium Kardynalskie wybrało kardynała Josepha Ratzingera na nowego papieża                                                                           |
| Togo            | 24 kwietnia    | Faure Gnassingbé                         | Zmiana           | Wybory prezydenckie w Togo w 2005 roku Po śmierci prezydenta Gnassingbé Eyadéma, nową głową państwa został wybrany jego syn Faure Gnassingbé.                                                                 |
| Andora          | 24 kwietnia    | Liberalna Partia Andory                  | Reelekcja        | Wybory parlamentarne w Andorze, 2005 Ponowne zwycięstwo Partii Liberalnej, tym razem pod nowym przywództwem Alberta Pintata Santolària                                                                        |
| Dominika        | 5 maja         | Roosevelt Skerrit                        | Reelekcja        | Wybory parlamentarne na Dominice w 2005 roku Zwycięstwo rządzącej Partii Pracy Dominiki premiera Skerrita |
| Wielka Brytania | 6 maja         | Tony Blair                               | Reelekcja        | Wybory parlamentarne w Wielkiej Brytanii w 2005 roku Trzecie wybory z rzędu, które wygrała Partia Pracy premiera Blaira                                                                                       |
| Etiopia         | 15 maja        | Meles Zenawi                             | Reelekcja        | Wybory parlamentarne w Etiopii w 2005 roku Zwycięstwo rządzącego Etiopskiego Ludowo-Rewolucyjnego Frontu Demokratycznego premiera Zenawiego                                                                   |
| Iran            | 17/24 czerwca  | Mahmud Ahmadineżad                       | Zmiana           | Wybory prezydenckie w Iranie w 2005 roku. Zwyciężył konserwatywny polityk, były burmistrz Teheranu Mahmud Ahmadineżad                                                                                         |
| Bułgaria        | 25 czerwca     | Sergej Staniszew                         | Zmiana           | Wybory parlamentarne w Bułgarii w 2005 roku. Partia byłego cara Symeona II przegrała wybory, jednak opozycyjni postkomuniści nie byli również w stanie utworzyć rządu.                                        |
| Gwinea Bissau   | 24 lipca       | João Bernardo Vieira                     | Zmiana           | Wybory prezydenckie w Gwinei Bissau w 2005 roku. Zwycięstwo Vieiry, po blisko sześciu latach nieobecności w polityce wewnętrznej.                                                                             |
| Norwegia        | 12 września    | Jens Stoltenberg                         | Zmiana           | Wybory parlamentarne w Norwegii w 2005 roku Wybory wygrał były premier Norwegii z opozycyjnej Partii Pracy |
| Niemcy          | 18 września    | Angela Merkel                            | Zmiana           | Wybory parlamentarne w Niemczech w 2005 roku Wybory wygrała opozycyjna CDU/CSU, jednak ma poważne problemy z utworzeniem rządu.                                                                               |
| Nowa Zelandia   | 24 września    | Helen Clark                              | Reelekcja        | Wybory parlamentarne w Nowej Zelandii w 2005 roku Premier Clark pomimo wygranej w wyborach, ma problemy z większością w parlamencie.                                                                          |
| Polska          | 25 września    | Prawo i Sprawiedliwość                   | Zmiana           | Wybory parlamentarne w Polsce w 2005 roku Zwyciężyła opozycyjna prawica. |
| Polska          | 9 października | Lech Kaczyński                           | Zmiana           | Wybory prezydenckie w Polsce w 2005 roku Po zakończeniu drugiej kadencji Aleksandra Kwaśniewskiego, w wyborach prezydenckich wygrał Lech Kaczyński, pokonując w drugiej turze Donalda Tuska.                  |

- „Zmiana” oznacza przejęcie władzy przez partię lub człowieka z opozycji; „Reelekcja” oznacza kontynuowanie władzy partii rządzącej.